# Atalaia da Cabeça Magra
A Atalaia da Cabeça Magra, também designada por Atalaia Magra ou Monumento da Atalaia Magra, é uma torre defensiva que funcionou como atalaia localizada no Monte da Atalaia, na freguesia de Moura (Santo Agostinho e São João Batista) e Santo Amador, no município de Moura, distrito de Beja, em Portugal.
A Atalaia da Cabeça Magra encontra-se classificada como Imóvel de Interesse Público desde 1986.

## História

### Antecedentes
No local, elevado e com boa visibilidade, encontraram-se vestígios de um castro da Idade do Ferro assim como de apropriações posteriores, nomeadamente romana.

### A atalaia medieval
À época da Reconquista cristã da Península Ibérica, a região foi conquistada em 1166 aos mouros por D. Afonso Henriques (1112-1185).
Sob o reinado de D. Dinis (1279-1325), por volta do final do século XIII, foi erguido um conjunto de quatro atalaias, vigiando este troço da fronteira com Castela: a Atalaia da Cabeça Gorda, a Atalaia da Cabeça Magra, a Atalaia de Alvarinho e a Atalaia de Porto Mourão. Observe-se que à época, na região, o mesmo soberano promovia a remodelação do Castelo de Moura, datando de 1290 a sua Torre de Menagem.
A Atalaia Magra ergue-se no alto de uma colina ocupada primitivamente por um castro da Idade do Ferro. Constitui-se numa simples torre de vigia isolada, que se comunicava visualmente com o Castelo de Moura e com as demais atalaias.

### Os nossos dias
Hoje, devoluto e parcialmente em ruínas, única sobrevivente do conjunto, encontra-se classificada como Imóvel de Interesse Público por Decreto publicado em 3 de Janeiro de 1986.

## Características
Simples torre em alvenaria de pedra miúda, apresenta planta circular com cerca de quatro metros de diâmetro por doze metros de altura. A pouco mais de um metro do solo em seu muro rasga-se uma porta em arco ogival, no estilo gótico, primitivamente acedido, acredita-se, por escada de madeira removível. Os muros a Oeste apresentam ruína parcial. Nos remanescentes observam-se três pequenas janelas quadrangulares. O interior da torre era originalmente dividido em dois pavimentos, o inferior recoberto por abóbada de pedra e o superior por traves de madeira, hoje desaparecido. O acesso aos pavimentos faz-se por escada de pedra, em caracol.
A torre estaria originalmente inscrita num recinto muralhado, do qual restam apenas alguns vestígios.
Ao contrário da Atalaia Magra, as de Porto Mourão, da Cabeça Gorda e de Alvarinho apresentavam planta quadrangular.